# Egg (Pfeffenhausen)
Egg ist ein Ortsteil des Marktes Pfeffenhausen im niederbayerischen Landkreis Landshut. 

## Geographie und Verkehrsanbindung
Der Weiler liegt südöstlich des Kernortes Pfeffenhausen an der Kreisstraße LA 41. Östlich verläuft die Kreisstraße LA 12 und westlich die B 299. Unweit nördlich hat die Kleine Laber ihre Quelle.

## Geschichte
Egg bildete mit Stollnried die Obmannschaft Egg und Stollnried im Amt Pfeffenhausen des Gerichtes Rottenburg. Die 1818 entstandene Gemeinde Egg gehörte zum Landgericht Rottenburg und umfasste die Orte Attenberg, Burghart, Dürnwind, Egg, Fraunhof, Hagenburg, Limbach, Osterwind, Sachsenhausen, Steig und Wolfau. 1868 hatte die Gemeinde 183 Einwohner, der Weiler Egg 46 Einwohner. Ab 1862 war die Gemeinde Teil des Bezirksamtes, seit 1939 des Landkreises Rottenburg an der Laaber. Am 1. Mai 1978 wurde sie im Zuge der Gebietsreform in Bayern in den Markt Pfeffenhausen eingegliedert.

## Sehenswürdigkeiten
In der Liste der Baudenkmäler in Pfeffenhausen sind für Egg zwei Baudenkmäler aufgeführt:
- Die Kapelle (Jägerfeld, am westlichen Ortsrand an der Abzweigung nach Stollnried) ist ein kleiner massiver Satteldachbau aus der Mitte des 19. Jahrhunderts.
- Die Wegkapelle St. Jakobus (Jägerfeld, 600 Meter westlich im Feld) ist ein kleiner massiver Satteldachbau aus dem Jahr 1850.

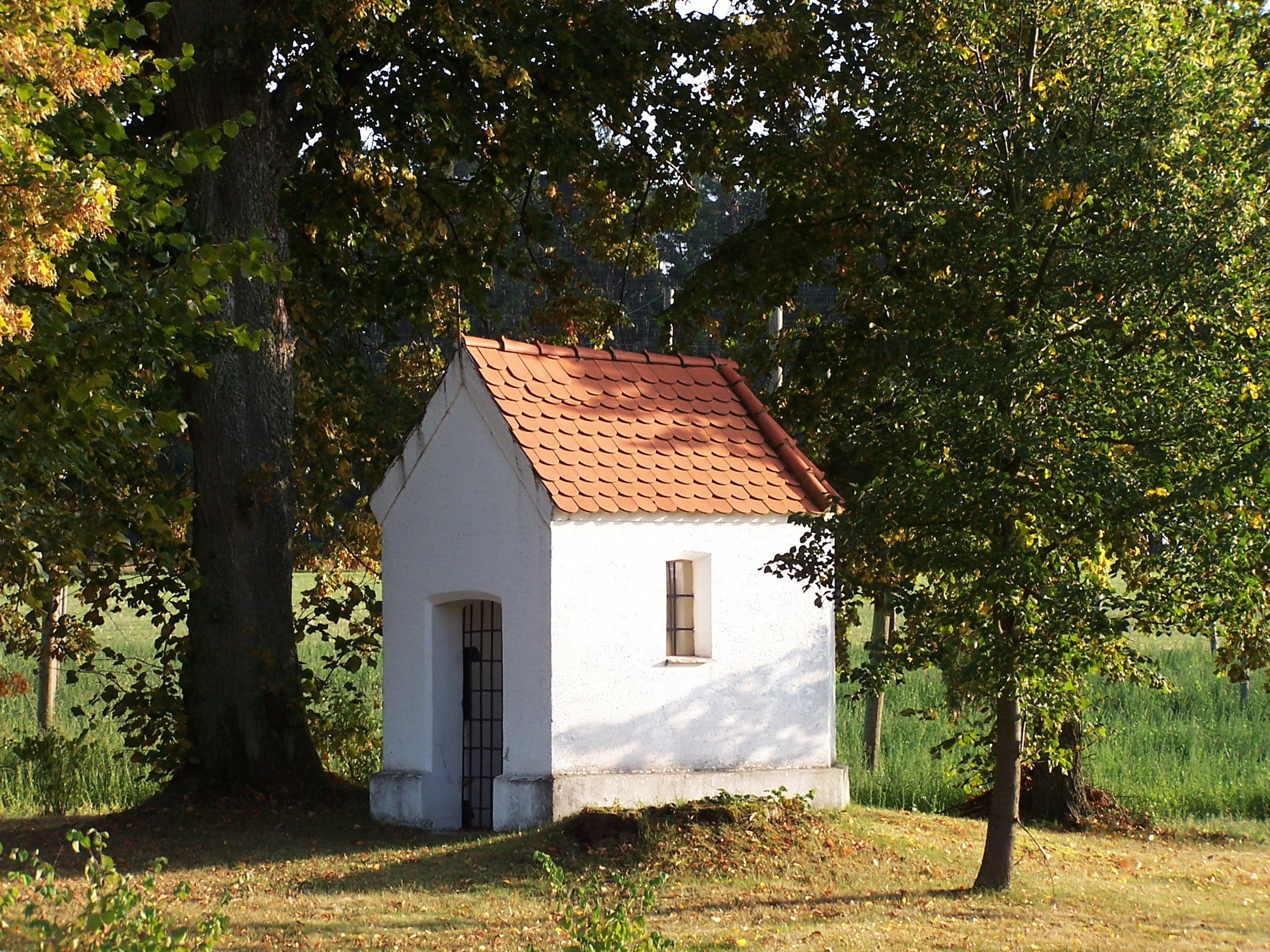
Wegkapelle St. Jakobus